# 30024 Neildavey
30024 Neildavey este un asteroid din centura principală de asteroizi.

## Descriere
30024 Neildavey este un asteroid din centura principală de asteroizi. A fost descoperit pe 29 februarie 2000 la Socorro, New Mexico, în cadrul proiectului LINEAR. Asteroidul prezintă o orbită caracterizată de o semiaxă mare de 2,25 ua, o excentricitate de 0,16 și o înclinație de 3,2° în raport cu ecliptica.